# 狐狸與獵狗2
《狐狸與獵狗2》（英語：The Fox and the Hound 2）是一部由美國的華特迪士尼製作、於2006年12月12日以錄影帶首映方式發行的動畫電影。它是1981年的電影的平行續集，由迪士尼動畫工作室製作的，华特迪士尼公司發行，由金·加姆洛德執導，通过与声音派屈克·史威茲与芮芭·麦克伊泰。這部電影的双碟版DVD已经分别由中录德加拉、博伟在中国大陆以及台湾发行。（本片雖有中文發音版本，但其內部歌曲未有翻唱成中文版本）。

## 劇情
電影敘述狐狸陶德（Tod）和獵狗小铜（Copper）的幼年時期。有一天，一個由流浪犬組成的樂團到了他們住的居住地方表演。樂團老大凱許發現了小銅的歌喉而邀請他擔任主唱，這讓小銅樂不可支。小銅忙著和新朋友一同練唱，把和陶德的約定忘的一乾二淨。而樂團的原主唱蒂西因嫉妒小銅，想辦法要利用陶德把小銅趕出樂團，這對好友的友情因此陷入危機。

## 配音員
| 配音員        | 配音員 | 配音員        | 角色                                           |
| 英語          | 中文   | 粵語 (DVD/BD) | 角色                                           |
| ------------- | ------ | ------------- | ---------------------------------------------- |
| 芮芭·麦克伊泰 | 孫若瑜 | 周恩恩        | 蒂西 (粵譯: 狄絲)（Dixie）                     |
| 派屈克·史威茲 |        | 楊耀泰        | 凱許 (粵譯: 卡殊)（Cash）                      |
| 約翰·波波     |        | 王秉熙        | 陶德( 粵譯: 托托)（Tod）                       |
| 哈里斯·法爾   |        | 楊家盛        | 小銅 (粵譯: 科珀)（Copper）                    |
| 傑夫·佛克沃希 | 梁興昌 | 黎家希        | 萊爾 (粵譯: 拉奧)（Lyle）                      |
| 薇琪·勞倫斯   | 姜瑰瑾 | 林丹鳳        | 蘿絲奶奶 (粵譯: 露絲嫲嫲)（Granny Rose）       |
| 斯蒂芬·魯特   | 夏治世 |               | 溫契爾·P·畢克斯塔夫（Winchell P. Bickerstaff） |
| 吉姆·康明斯   | 陳旭昇 |               | 維倫（Waylon）                                 |
| 吉姆·康明斯   |        |               | 佛洛伊德（Floyd）                              |
| 羅伯·保羅森   | 孫中台 |               | 老大（Chief）                                  |
| 露西·泰勒     | 王景平 |               | 寡婦崔德（Widow Tweed）                        |
| 傑夫·本內特   | 胡立成 |               | 阿摩斯·史萊德（Amos Slade）                    |
| 凱西·索西     | 孫若瑜 |               | 吉達（Zelda The Cat）                          |
| 漢娜·費       |        |               | 奧莉薇亞（Olivia Farmer）                      |

## 外部連結
- AllMovie上《狐狸與獵狗2》的资料（英文）
- 大卡通資料庫上《狐狸與獵狗2》的資料（英文）

- 豆瓣电影上《狐狸與獵狗2》的資料 （简体中文）
- 互联网电影数据库（IMDb）上《狐狸與獵狗2》的资料（英文）
- 爛番茄上《狐狸與獵狗2》的資料（英文）